# Лепорский, Владимир Владимирович
Влади́мир Влади́мирович Лепо́рский (15 января 1911 года — 15 августа 1981 года) — директор мариупольского металлургического комбината «Азовсталь» с 1956 по 1981 год.

## Биография
Владимир Лепорский родился на западе Латвии в городе Лиепая. Член ВКП(б) с 1929 года. В 1933 году окончил Днепропетровский металлургический институт, после чего получил направление на Таганрогский металлургический завод.
С 1938 года работал на «Азовстали», сначала начальником смены в мартеновском цехе, с 1955 года — главным инженером, а с 1956 года — директором завода «Азовсталь».
Похоронен на Старокрымском кладбище Мариуполя.

## Память
Именем Владимира Лепорского названа улица в Мариуполе в Левобережном районе города.

## Достижения
- Кандидат технических наук
- Заслуженный металлург УССР
- Трижды лауреат Государственных премий СССР и УССР
- Являлся делегатом нескольких съездов КПСС в Москве и Киеве

## Награды
- Герой Социалистического Труда (1966)
- два ордена Ленина (1958, 1966)
- два ордена Трудового Красного Знамени (1954, 1977)
- орден «Знак Почёта» (1950)
- орден Дружбы народов (1973)
- орден Октябрьской Революции (1981)
- орден «Знамя Труда» (Польша)